# Мариана от нощта
Мариана от нощта (на испански: Mariana de la noche) е венецуелска теленовела, създадена от Делия Фиайо, продуцирана от Табаре Перес и излъчена по канал Веневисион през 1975-1976 г.
В главните роли са Лупита Ферер и Хосе Бардина, а в отрицателните - Мартин Лантига и Ивон Атас.

## Сюжет
В миньорски град в южната част на Венецуела живее Мариана Монтенегро, романтична и мечтателна млада жена, по чийто адрес се носят слухове, че върху нея тегне проклятие, тъй като всички мъже, които се влюбват в нея, рано или късно претърпяват фатален инцидент. Мариана живее с баща си Атилио Монтенегро, богат земевладелец, който притежава няколко мини, където експлоатира работниците си.
Атилио е човек със силен характер, способен на жестокост, когато някой се противопостави на волята му. Той също е много суров баща с Мариана, въпреки че се държи с нея като с любимата си дъщеря, което предизвиква ревност и завист у другата му дъщеря Каридад. В действителност Атилио пази тайна, която разяжда душата му: Мариана не е негова дъщеря и това, което изпитва към нея, далеч не е бащинска привързаност.
Атилио има две сестри. Исабел, по-голямата, е добра и любяща жена, която е отгледала Мариана и я обича като собствена дъщеря, но Марсия, по-малката, е арогантна и суетна и се отнася към миньорите със същата суровост като брат си.
Атилио тероризира местните жители със своите главорези, които не позволяват на никого да се освободи от неговото иго, докато Игнасио Луго, млад и привлекателен журналист, не пристига в града, за да търси корените си. Използвайки фалшивото име Начо Луна, Игнасио иска работа в мината, което буди любопитството на всички.
Начо си намира работа в мините и една вечер среща Мариана, когато тя излиза на разходка в полето. Двамата се виждат тайно, докато любовта цъфти между тях и накрая правят секс. Марсия обаче също се е влюбила лудо в Игнасио и се изпълва с ревност, когато разбира, че той предпочита Мариана. Обхваната от ярост и злоба, Марсия информира брат си за връзката между племенницата ѝ и непознатия, а Атилио започва да разследва произхода на младежа.
Открива се, че Начо Луна е Игнасио Луго, син на Игнасио Луго Наваро, бивш партньор на Атилио, който е убит от него, за да присвои богатството му. Истинският произход на Игнасио обаче е много различен: младият мъж е плод на афера между Лукресия, собственичка на градския ресторант, и самия Атилио. Побеснял от ревност, Атилио е решен да убие Игнасио, без да знае, че осъжда собствения си син на смърт; обаче съдбата спасява живота на Игнасио, когато в мината се случва инцидент и Атилио е тежко ранен.
Мариана открива, че Атилио не ѝ е баща и с ужас разбира, че той е влюбен в нея. Отчаяна и вярваща, че е прокълната, младата жена бяга от града, носейки сина на Игнасио в утробата си. Марсия се възползва от ситуацията, за да се омъжи за мъж, когото не обича. Тя краде сина на Мариана, като го представя за свой, за да принуди Игнасио да се ожени за нея.

## Актьори
- Лупита Ферер - Мариана Монтенегро
- Хосе Бардина - Игнасио Луго Наваро
- Мартин Лантига - Атилио Монтенегро
- Ивон Атас - Марсия Монтенегро
- Ева Бланко
- Ана Кастел
- Хосе Олива
- Мари Солиани
- Енрике Алсугарай - Кумаче
- Мария Антониета Камполи
- Каридад Канелон
- Чумико Ромеро
- Хорхе Феликс
- Артуро Пуиг
- Мирта Перес
- Алехандра Пинедо - Каридад Монтенегро
- Луис Херардо Товар
- Луис Абреу
- Даниел Луго
- Есперанса Магас
- Бети Рут - Исабел Монтенегро
- Олга Кастийо
- Марта Ланкасте - Лукресия
- Елиса Ескамес

## Версии
- Selva María, венецуелска теленовела, продуцирана от Мария Бариос за Ар Си Ти Ви през 1987 г., с участието на Мариела Алкала, Франклин Виргуес, Гилермо Феран и Илда Абраамс.
- Тъмна орис, мексиканска теленовела, адаптирана от Лиляна Абуд и продуцирана от Салвадор Мехия за Телевиса през 2003-2004 г., с участието на Алехандра Барос, Хорхе Салинас, Сесар Евора и Анхелика Ривера.